# Místní referendum o zřízení ženské věznice v Králíkách
Místní referendum o zřízení ženské věznice v Králíkách se konalo 26. listopadu 2016. Proti zřízení hlasovalo 86,02 % zúčastněných voličů a výsledek referenda byl tedy platný, jelikož účast dosáhla 44,7 % a překročila tak požadovanou hranici 35 % účasti.

## Vyvolání referenda
Dětský výchovný ústav v Králíkách ukončil provoz koncem roku 2014. Původním plánem Ministerstva vnitra bylo využít tuto budovu jako ubytovnu pro žadatele o azyl, proti ovšem byla významná část obyvatel, kteří argumentovali možným poškozením turistického ruchu v regionu, a proto se zvažovalo konání referenda, ministerstvo ovšem od svého plánu předčasně ustoupilo.
Dalším návrhem využití budovy bylo zřízení ženské věznice, kde by podle Ministerstva spravedlnosti mělo být umístěno až 200 vězeňkyň s nejmírnějším stupněm ochrany, a také by zde podle Vězeňské služby našlo práci asi 120 lidí. Pro odsouzené bylo také plánováno zřízení učiliště. Referendum vyhlásilo Zastupitelstvo na svém zasedání dne 10. října 2016.
Referendum se konalo v pátek 26. listopadu 2016, otázka zněla: „Souhlasíte s tím, aby v areálu bývalého Dětského výchovného ústavu v Králíkách zřídilo Ministerstvo spravedlnosti ČR ženskou věznici s dohledem?“ Návrh byl zamítnut poté, co se pro zřízení věznice vyjádřilo pouze 14 % zúčastněných voličů. Výsledek hlasování je platný, jelikož překročil požadovanou hranici 35 % účasti, poté co k urnám dorazilo 44,7 % oprávněných voličů. Ministr spravedlnosti Robert Pelikán přislíbil, že k výsledku referenda bude přihlédnuto, přestože pro něj není právně závazný.